# Romanowka (Saratow)
Romanowka (russisch Рома́новка) ist eine Siedlung städtischen Typs in der Oblast Saratow in Russland mit 7271 Einwohnern (Stand 14. Oktober 2010).

## Geographie
Der Ort liegt etwa 225 km Luftlinie westlich des Oblastverwaltungszentrums Saratow am rechten Ufer des rechten Chopjor-Nebenflusses Karai, knapp 10 km von der Grenze zur Oblast Tambow entfernt.
Romanowka ist Verwaltungszentrum des Rajons Romanowski sowie Sitz und einzige Ortschaft der Stadtgemeinde Romanowskoje gorodskoje posselenije.

## Geschichte
Der Ort wurde 1680 von Umsiedlern aus dem späteren Gouvernement Kiew als Sloboda gegründet. Er erlangte schnell regionale wirtschaftliche Bedeutung und wurde Ende des 18. Jahrhunderts Sitz einer Wolost des Ujesds Balaschow des Gouvernements Saratow.
Am 23. Juli 1928 wurde Romanowka Verwaltungssitz eines neu geschaffenen, nach ihm benannten Rajons. 1944 erhielt der Ort den Status einer Siedlung städtischen Typs.

### Bevölkerungsentwicklung
| Jahr | Einwohner |
| ---- | --------- |
| 1897 | 7005      |
| 1939 | 6476      |
| 1959 | 7642      |
| 1970 | 8244      |
| 1979 | 8025      |
| 1989 | 7657      |
| 2002 | 7804      |
| 2010 | 7271      |

Anmerkung: Volkszählungsdaten

## Verkehr
Romanowka besitzt einen Bahnhof bei Kilometer 160 der 1894 eröffneten Eisenbahnstrecke Tambow – Balaschow – Kamyschin. In die Siedlung führt eine Regionalstraße, die der Bahnstrecke von der knapp 40 km südöstlich an der Zweigstrecke Borissoglebsk – Saratow der föderalen Fernstraße R22 gelegenen Stadt Balaschow folgt.